# پائولو پاتروچی
پائولو پاتروچی (انگلیسی: Paolo Patrucchi؛ زادهٔ ۲۲ سپتامبر ۱۹۰۸) بازیکن فوتبال اهل ایتالیا است.
از باشگاه‌هایی که در آن بازی کرده‌است می‌توان به باشگاه فوتبال آ.اس. رم، باشگاه فوتبال نووارا، و باشگاه فوتبال باری اشاره کرد.